# Puppis Pikes
Die Puppis Pikes sind eine lose Gruppe spitzer Nunatakker und kleiner Felsvorsprünge von bis zu 1350 m Höhe im Palmerland auf der Antarktischen Halbinsel. Sie ragen in ostwestlicher Ausrichtung 11 km nordöstlich des Mount Cadbury auf. 
Das UK Antarctic Place-Names Committee benannte sie 1976 nach dem Sternbild Achterdeck des Schiffs (lateinisch Puppis).